# Angelina Schuryga
Angelina Schuryga (* 5. November 1996) ist eine kasachische Skilangläuferin.

## Werdegang
Schuryga startete international erstmals bei den Junioren-Skiweltmeisterschaften 2012 in Erzurum. Dort belegte sie den 54. Platz im Sprint, den 41. Rang über 5 km klassisch und den 29. Platz im Skiathlon. Im folgenden Jahr kam sie bei den Junioren-Skiweltmeisterschaften 2013 in Liberec auf den 44. Platz im Sprint, auf den 38. Rang im Skiathlon sowie auf den 11. Platz mit der Staffel. Ihre besten Platzierungen bei den Junioren-Skiweltmeisterschaften 2014 im Val di Fiemme waren der 19. Platz über 5 km Freistil und der 11. Rang mit der Staffel und bei den Junioren-Skiweltmeisterschaften 2016 in Râșnov der 15. Platz über 5 km klassisch sowie der 13. Rang mit der Staffel. Ihr Debüt im Weltcup hatte sie im Januar 2016 in Nové Město, welches sie auf dem 13. Platz mit der Staffel beendete. Ihr bestes Resultat bei der Winter-Universiade 2017 in Almaty war der achte Platz im 15-km-Massenstartrennen und bei den Winter-Asienspielen 2017 in Sapporo der fünfte Platz im Sprint und der vierte Rang mit der Staffel. Im folgenden Jahr lief sie bei den U23-Weltmeisterschaften in Goms auf den 35. Platz im Sprint, auf den 27. Rang im Skiathlon und auf den 16. Platz über 10 km klassisch. In der Saison 2018/19 belegte sie bei den U23-Weltmeisterschaften 2019 in Lahti den 52. Platz im Sprint, den 42. Rang im 15-km-Massenstartrennen und den 39. Platz über 10 km Freistil. Ihre besten Ergebnisse Anfang März 2019 bei der Winter-Universiade in Krasnojarsk waren der 20. Platz im 15-km-Massenstartrennen und der 12. Rang im Teamsprint.
In der Saison 2019/20 startete Schuryga in Falun erstmals im Weltcupeinzel und errang dabei den 65. Platz im 10-km-Massenstartrennen. Bei der folgenden Skitour kam sie auf den 46. Platz. In der folgenden Saison wurde sie kasachische Meisterin über 10 km Freistil und belegte bei den Nordischen Skiweltmeisterschaften 2021 in Oberstdorf den 61. Platz im Sprint, den 58. Rang über 10 km Freistil und den 44. Platz im Skiathlon. Zu Beginn der Saison 2021/22 holte sie in Lillehammer mit dem 15. Platz mit der Staffel ihren ersten Weltcuppunkt. Beim Saisonhöhepunkt, den Olympischen Winterspielen 2022 in Peking, nahm sie an fünf Rennen teil. Ihre besten Platzierungen dabei waren der 42. Platz im 30-km-Massenstartrennen und zusammen mit Xenija Schalygina, Nadeschda Stepaschkina und Irina Bykowa der 15. Rang mit der Staffel.

## Teilnahmen an Weltmeisterschaften und Olympischen Winterspielen

### Olympische Spiele
- 2022 Peking: 15. Platz Staffel, 42. Platz 30 km Freistil Massenstart, 49. Platz 15 km Skiathlon, 52. Platz 10 km klassisch, 60. Platz Sprint Freistil

### Nordische Skiweltmeisterschaften
- 2021 Oberstdorf: 44. Platz 15 km Skiathlon, 58. Platz 10 km Freistil, 61. Platz Sprint klassisch
- 2025 Trondheim: 13. Platz Staffel, 31. Platz 50 km Freistil Massenstart, 47. Platz 10 km klassisch

## Siege bei Continental-Cup-Rennen
| Nr. | Datum            | Ort              | Disziplin        | Serie              |
| --- | ---------------- | ---------------- | ---------------- | ------------------ |
| 1.  | 7. Dezember 2023 | Schtschutschinsk | Sprint klassisch | Eastern-Europe-Cup |